# Johann Baptist Baltzer
Pour les articles homonymes, voir Baltzer.
Jean-Baptiste Baltzer, né à Andernach le 16 juillet 1803, mort à Bonn le 1er octobre 1871, est un professeur de dogmatique à l'Université de Breslau depuis 1830, qui se fit un nom, dans les sphères théologiques allemandes, par son attachement. 
Aux systèmes d'Hermès et d'Anton Günther (voir, sur ces systèmes, Goyau, op. cit. 11, p. 5, 12 et 4i-53). Son voyage à Rome en 1853, pour défendre Gûnther, fut le premier épisode de la sécession de Baltzer à l'endroit de l'Église : il mourra délibérément hostile au dogme, récemment proclamé, de l'infaillibilité pontificale issu du congrès national catholique tenu à Mayence du 3 au 6 octobre 1848.